# DDX39
DDX39 (англ. DExD-box helicase 39A) – білок, який кодується геном DDX39A, розташованим у людей на короткому плечі 19-ї хромосоми.  Довжина поліпептидного ланцюга білка становить 427 амінокислот, а молекулярна маса — 49 130.
| 10         |  | 20         |  | 30         |  | 40         |  | 50         |
| ---------- |  | ---------- |  | ---------- |  | ---------- |  | ---------- |
| MAEQDVENDL |  | LDYDEEEEPQ |  | APQESTPAPP |  | KKDIKGSYVS |  | IHSSGFRDFL |
| LKPELLRAIV |  | DCGFEHPSEV |  | QHECIPQAIL |  | GMDVLCQAKS |  | GMGKTAVFVL |
| ATLQQIEPVN |  | GQVTVLVMCH |  | TRELAFQISK |  | EYERFSKYMP |  | SVKVSVFFGG |
| LSIKKDEEVL |  | KKNCPHVVVG |  | TPGRILALVR |  | NRSFSLKNVK |  | HFVLDECDKM |
| LEQLDMRRDV |  | QEIFRLTPHE |  | KQCMMFSATL |  | SKDIRPVCRK |  | FMQDPMEVFV |
| DDETKLTLHG |  | LQQYYVKLKD |  | SEKNRKLFDL |  | LDVLEFNQVI |  | IFVKSVQRCM |
| ALAQLLVEQN |  | FPAIAIHRGM |  | AQEERLSRYQ |  | QFKDFQRRIL |  | VATNLFGRGM |
| DIERVNIVFN |  | YDMPEDSDTY |  | LHRVARAGRF |  | GTKGLAITFV |  | SDENDAKILN |
| DVQDRFEVNV |  | AELPEEIDIS |  | TYIEQSR    |  |            |  |            |

A: Аланін

C: Цистеїн

D: Аспарагінова кислота

E: Глутамінова кислота

F: Фенілаланін

G: Гліцин

H: Гістидин

I: Ізолейцин

K: Лізин

L: Лейцин

M: Метіонін

N: Аспарагін

P: Пролін

Q: Глутамін

R: Аргінін

S: Серин

T: Треонін

V: Валін

Цей білок за функціями належить до гідролаз, геліказ. 
Задіяний у таких біологічних процесах як процесінг мРНК, сплайсінг мРНК. 
Білок має сайт для зв'язування з АТФ, нуклеотидами, РНК. 
Локалізований у цитоплазмі, ядрі.